# Antiphytum stoechadifolium
Antiphytum stoechadifolium là loài thực vật có hoa trong họ Mồ hôi. Loài này được (Cham.) A.DC. mô tả khoa học đầu tiên năm 1846.